# 아우구스트 3세
아우구스트 3세(폴란드어: August III Sas, 1696년 10월 17일 ~ 1763년 10월 5일)는 폴란드-리투아니아 연방의 국왕과 작센 선제후국의 선제후(재위: 1734년 ~ 1763년)를 겸했다. 작센 선제후로서는 프리드리히 아우구스트 2세(독일어: Friedrich August II)로 불렸다.
아우구스트 2세의 유일한 적자로 태어났으며 베틴가 출신이다. 1733년 아우구스트 2세가 사망하면서 폴란드-리투아니아 연방에서는 폴란드 왕위 계승 전쟁이 발발했다. 이 과정에서 아우구스트 2세는 러시아 제국, 신성 로마 제국의 지원을 받으면서 폴란드-리투아니아 연방의 국왕으로 선출되었다.
1743년 오스트리아 왕위 계승 전쟁에서 작센 선제후국을 이끌고 오스트리아 합스부르크 군주국, 프로이센 왕국과 맞서 싸웠지만 패전했으며 1756년 7년 전쟁에서도 작선 선제후국을 이끌고 프로이센 왕국과 맞서 싸웠지만 패전하고 만다. 이를 계기로 폴란드-리투아니아 연방의 국력은 점차 약해지게 된다. 그의 작센 선제후는 아우구스트의 적자 프리드리히 크리스티안이 승계받았고 폴란드 왕위는 스타니스와프 아우구스트 포니아토프스키가 승계받았다.